# Keith Greene
Keith Greene (Leytonstone, Londen, 5 januari 1938 – 8 maart 2021) was een Formule 1-coureur uit Groot-Brittannië.
Greene reed tussen 1959 en 1962 vijf Grands Prix voor de teams van Cooper en Gilby Engineering.